# Represa de Foz de Areia
La Represa Governador Bento Munhoz da Rocha Neto o Foz de Areia, está ubicada sobre el río Iguazú, entre las ciudades de Foz do Jordāo y Mangueirinha, estado de Paraná, Brasil.
La central posee una potencia total instalada de 1.676 MW, distribuida entre 4 turbinas tipo Francis. La presa tiene una longitud de 828 metros y 160 metros de altura y el embalse ocupa una superficie de 167 km² con una cota máxima de 774 m s. n. m.
- Datos: Q106856343